# 馬鴻逵
馬 鴻逵（ば こうき）は中華民国初期に寧夏地方の西北部を支配した回族の軍閥、馬家軍の長の一人。字は少雲。父馬福祥のあとを継ぎ寧夏新軍を率い、「寧夏王」と呼ばれた。

## 人物・生涯

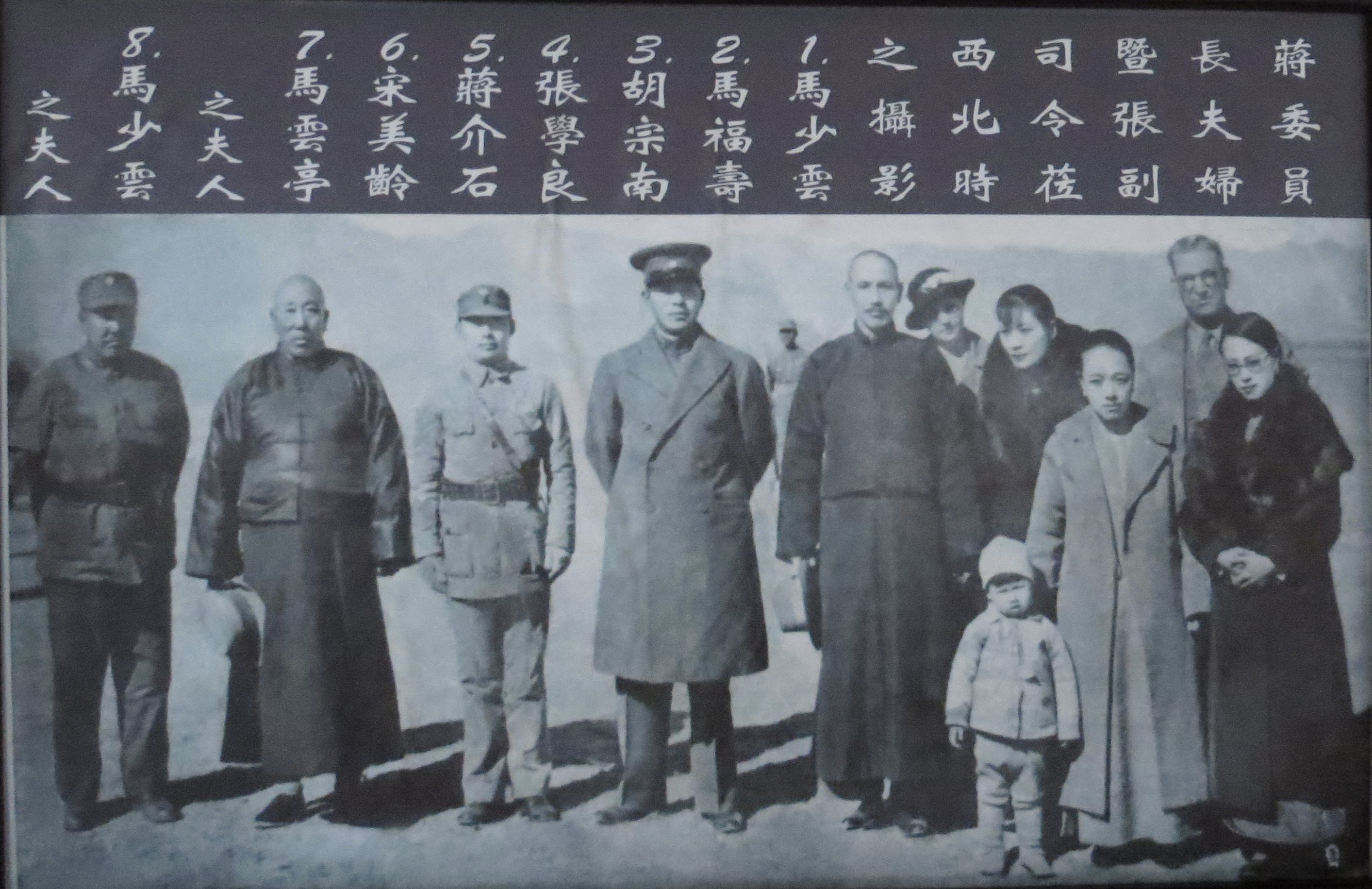
国民政府の首脳部と（1934年）。一番左が馬鴻逵。それより右へ叔父の馬福壽・胡宗南・張学良・蔣介石。一番右が鴻逵の妻。

第二次直奉戦争時、馬鴻逵の部隊は馮玉祥の国民軍に編入された。1926年、 馬鴻逵は馮玉祥から国民連軍第四路軍の司令官に任命された。1927年、馬鴻逵と馮玉祥は部隊を引き連れ陝西省潼関に進駐し、北伐軍と戦った。1929年、馮玉祥と蔣介石が次第に対立を深めていく中、馬鴻逵親子は馮玉祥に見切りをつけ、アメリカやイギリスを後ろ盾にもっていた蔣介石についた。1930年、中原大戦が勃発し、馬鴻逵は蔣介石側につき第六十四師団長となり奮闘し忠誠をみせ、山東省泰安の制圧後第十五路軍司令官に昇進された。
1932年、馬鴻逵は寧夏省主席（知事）に任命され、1937年に日本軍の総攻撃を開始されるまで陝西 - 寧夏地帯で中国共産党勢力と戦いを繰り返した。また、同時期に自分達の縄張りで甥の馬仲英と張り合いたくなかった馬歩芳、馬歩青、馬鴻逵、馬鴻賓達は馬仲英に甘粛、新疆など他地域で発展することを勧めそれを支援した。
日中戦争勃発後、馬鴻逵は従兄の馬鴻賓の部隊と合わせて第17集団軍に編成され、馬鴻逵は第17集団軍総司令及び第8戦区副司令長官に任命された。
日本投降後、国共内戦が勃発し、馬鴻逵は蔣介石の中国国民党側につき共産党と戦った。1949年、国民党の敗色が濃厚になると、馬鴻逵は台湾に逃れた。台湾で馬鴻逵は監察院から自領での敗戦責任を問われ、病気の側室を探訪する名目で香港に逃走した。1950年、クレア・リー・シェンノートの協力の下に馬鴻逵はアメリカに逃れ、1970年1月14日に死去するまでロサンゼルスで牧場を営んだ。

### 略年譜
- 1923年 - 1926年 寧夏新軍統領
- 1926年 - 1930年 国民連軍第4路軍司令官
- 1930年  国民革命軍第64路軍総指揮
- 1930年 - 1931年 国民革命軍第15路軍総指揮
- 1932年 - 1949年 寧夏省主席
- 1938年 - 1941年 第8戦区副司令長官、第17集団軍総司令、第168師師長
- 1945年 西北軍政副長官、西北行轅副主任